# Самит у Кемп Дејвиду 2000.
Самит у Кемп Дејвиду 2000. био је самит одржан у Кемп Дејвиду између председника Сједињених Америчких Држава Била Клинтона, израелског премијера Ехуда Барака и председника Палестинске управе Јасера Арафата. Самит је одржан између 11. и 25. јула 2000. и представљао је покушај да се оконча израелско-палестински сукоб. Самит је завршен без договора, углавном због непомирљивих разлика између Израелаца и Палестинаца око статуса Јерусалима. Неуспех самита се сматра једним од главних покретача Друге интифаде.
Извештаји о исходу самита су описани као пример рашомонијаде, у којем су вишеструки сведоци дали контрадикторна и самослужећа тумачења.